# Milt Herth
Milton „Milt“ Herth (* 11. März 1902 in Kenosha, Wisconsin; † 18. Juni 1969 in Las Vegas, Nevada) war ein US-amerikanischer Jazz-Organist.
Milt Herth war ein in den 1930er Jahren bekannter Jazzorganist, der auf der Hammond-Orgel spielte, kurz nachdem sie erfunden war. Herth stammte aus Wisconsin, bekam 1935 eine Anstellung als Organist bei einem lokalen Radiosender und spielte ab 1937 mit dem Jazzpianisten Willie The Lion Smith in Chicago, an dessen Aufnahmen für Decca Records er mitwirkte. Herth, Smith und der Schlagzeuger O’Neill Spencer gründeten dann das Milt Herth Trio, das im April 1938 mit Teddy Bunn an der Gitarre zum Quartett erweitert wurde. und für Decca, Owl und Coral Records eine Reihe von 78ern einspielte, u. a. Versionen bekannter Standards wie Basin Street Blues, Lambeth Walk, Bei mir bist du schoen oder Black and Tan Fantasy, bzw. Popsongs wie Peggy O’Neil.
Herth, der auch mit Louis Armstrong und Billy Kyle spielte, wirkte außerdem bei verschiedenen Kurzfilmen mit, wie Love and Onions (1935), Swing Styles (1939) und Jingle Belles, (1941), außerdem bei dem längeren Spielfilm Juke Box Jenny (1942).
Er starb 1969 in Las Vegas.

## Diskographische Hinweise
- The Monkeys Have No Tails in Zamboanga (Decca)
- Ain’t She Sweet (Coral Records)
- Hi-Jinks on the Hammond (Capitol)
- Happiness Is-Hammond (Dot)
- Milt Herth Trio (Decca)